# Kum Kum (singolo)
Kum Kum  è un singolo discografico del gruppo I piccoli antenati, pubblicato nel 1980. Il brano  è la sigla dell'anime Kum Kum, scritto, musicato ed arrangiamento da Vito Tommaso. Sul lato B è incisa la versione strumentale. Entrambi i brani sono stati inseriti nella compilation Le sigle di papà (2006).

## Tracce
Lato A
1. Kum Kum – 2:15 (Vito Tommaso)

Lato B
1. Kum Kum (strumentale) – 2:15 (Vito Tommaso)